# Gemista

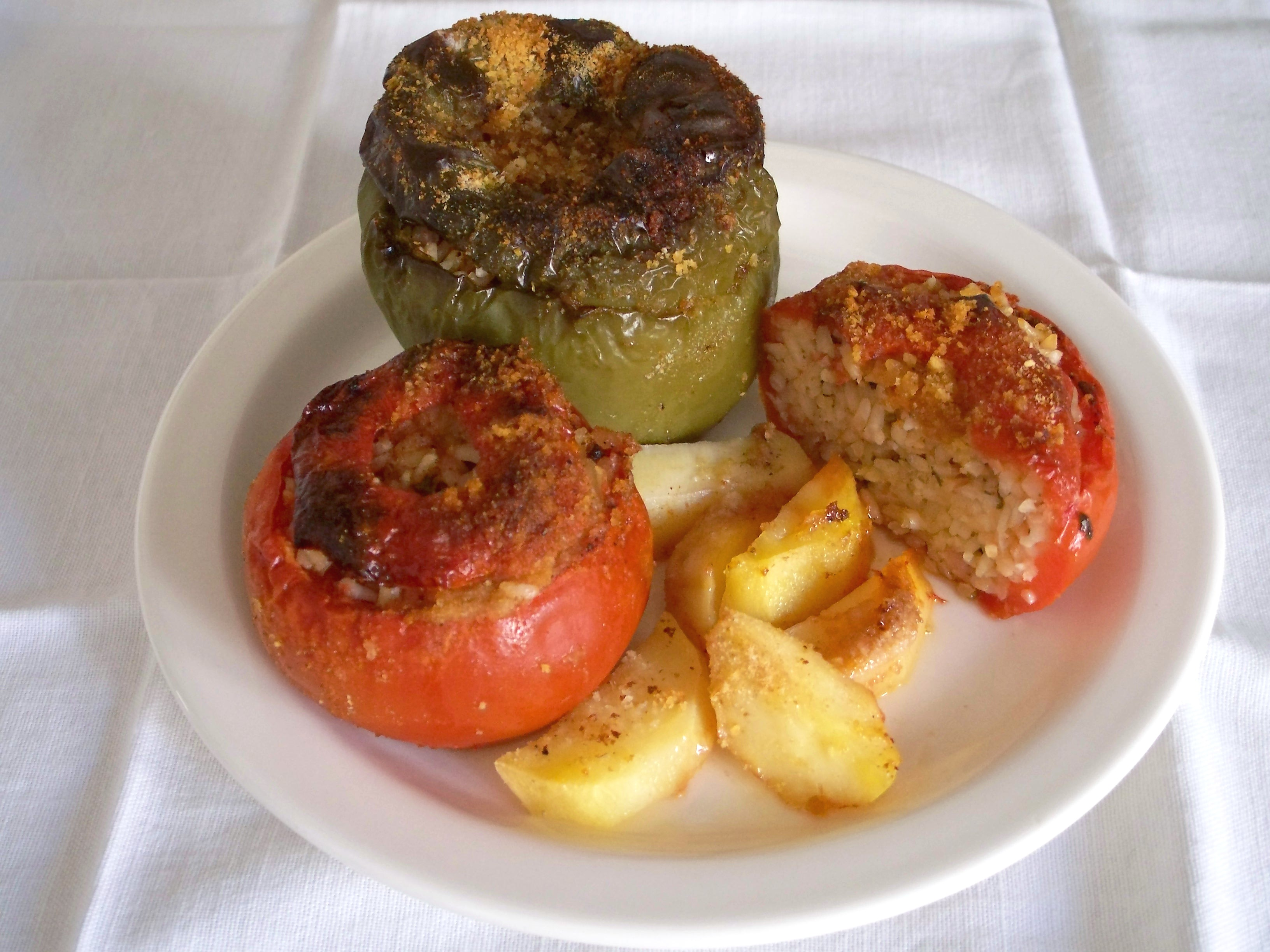
Gemista

Gemista (ngr. γεμιστά, wym. jemistá) – potrawa kuchni greckiej. 
Wydrążone pomidory lub papryka napełniane są farszem z przyprawionego ryżu, po czym pieczone. Potrawa przeważnie wegetariańska, niekiedy spotykana w wersji z mielonym mięsem czy boczkiem, lecz także z serem, a w wersji na słodko – z rodzynkami i orzechami.
Jako danie lekkostrawne spożywane jest zwykle latem, na gorąco bądź na zimno.
Potrawa znana jest także w krajach bliskowschodnich, jak Turcja czy Liban.